# Brachanthemum
Brachanthemum är ett släkte av korgblommiga växter. Brachanthemum ingår i familjen korgblommiga växter.
Kladogram enligt Catalogue of Life:
| Brachanthemum | \| \| Brachanthemum baranovii \| \| \| \| \| \| Brachanthemum fruticulosum \| \| \| \| \| \| Brachanthemum gobicum \| \| \| \| \| \| Brachanthemum kasakhorum \| \| \| \| \| \| Brachanthemum kirghisorum \| \| \| \| \| \| Brachanthemum krylovii \| \| \| \| \| \| Brachanthemum mongolicum \| \| \| \| \| \| Brachanthemum mongolorum \| \| \| \| \| \| Brachanthemum pulvinatum \| \| \| \| \| \| Brachanthemum titovii \| \| \| \| |
|               | \| \| Brachanthemum baranovii \| \| \| \| \| \| Brachanthemum fruticulosum \| \| \| \| \| \| Brachanthemum gobicum \| \| \| \| \| \| Brachanthemum kasakhorum \| \| \| \| \| \| Brachanthemum kirghisorum \| \| \| \| \| \| Brachanthemum krylovii \| \| \| \| \| \| Brachanthemum mongolicum \| \| \| \| \| \| Brachanthemum mongolorum \| \| \| \| \| \| Brachanthemum pulvinatum \| \| \| \| \| \| Brachanthemum titovii \| \| \| \| |
|               | Brachanthemum baranovii |
|               | |
|               | Brachanthemum fruticulosum |
|               | |
|               | Brachanthemum gobicum |
|               | |
|               | Brachanthemum kasakhorum |
|               | |
|               | Brachanthemum kirghisorum |
|               | |
|               | Brachanthemum krylovii |
|               | |
|               | Brachanthemum mongolicum |
|               | |
|               | Brachanthemum mongolorum |
|               | |
|               | Brachanthemum pulvinatum |
|               | |
|               | Brachanthemum titovii |
|               | |